# Borowina (powiat puławski)
Borowina – wieś w Polsce położona w województwie lubelskim, w powiecie puławskim, w gminie Puławy.
W latach 1975–1998 miejscowość położona była w województwie lubelskim.
Wieś stanowi sołectwo gminy Puławy. Według Narodowego Spisu Powszechnego z roku 2011 wieś liczyła 78 mieszkańców.
Poprzednio wieś miała status osady, i nazywała się Majątek-Borowina. Obecna nazwa została określona przez Rozporządzenie Ministra Spraw Wewnętrznych i Administracji z dnia 27 grudnia 2005 r. w sprawie ustalenia, zmiany i znoszenia urzędowych nazw niektórych miejscowości oraz obiektów fizjograficznych (Dz. U. z dnia 30 grudnia 2005 r.) We wsi znajduje się pałac z 1850 roku który należał do Iwana Paskiewicza. Zachował się również fragment starego parku w tym 330 letni dąb, a także kilka ponad stuletnich czworaków. We wsi znajduje się też gospodarstwo rolne pozostałe po dawnym Państwowym Gospodarstwie Rolnym gdzie dokonywano badań nad różnymi gatunkami zwierząt użytkowych. W pobliżu znajduje się również wojskowy bunkier z czasów drugiej wojny światowej.